# Imre Gedővári
Imre Gedővári (n. 1 iulie 1951, Budapesta, Republica Populară Ungară – d. 22 mai 2014, Gárdony, Fejér, Ungaria) a fost un scrimer maghiar, medaliat olimpic. A participat la 3 ediții ale Jocurilor Olimpice (1976, 1980, 1988) în care a câștigat o medalie de bronz.